# Fort Toussaint

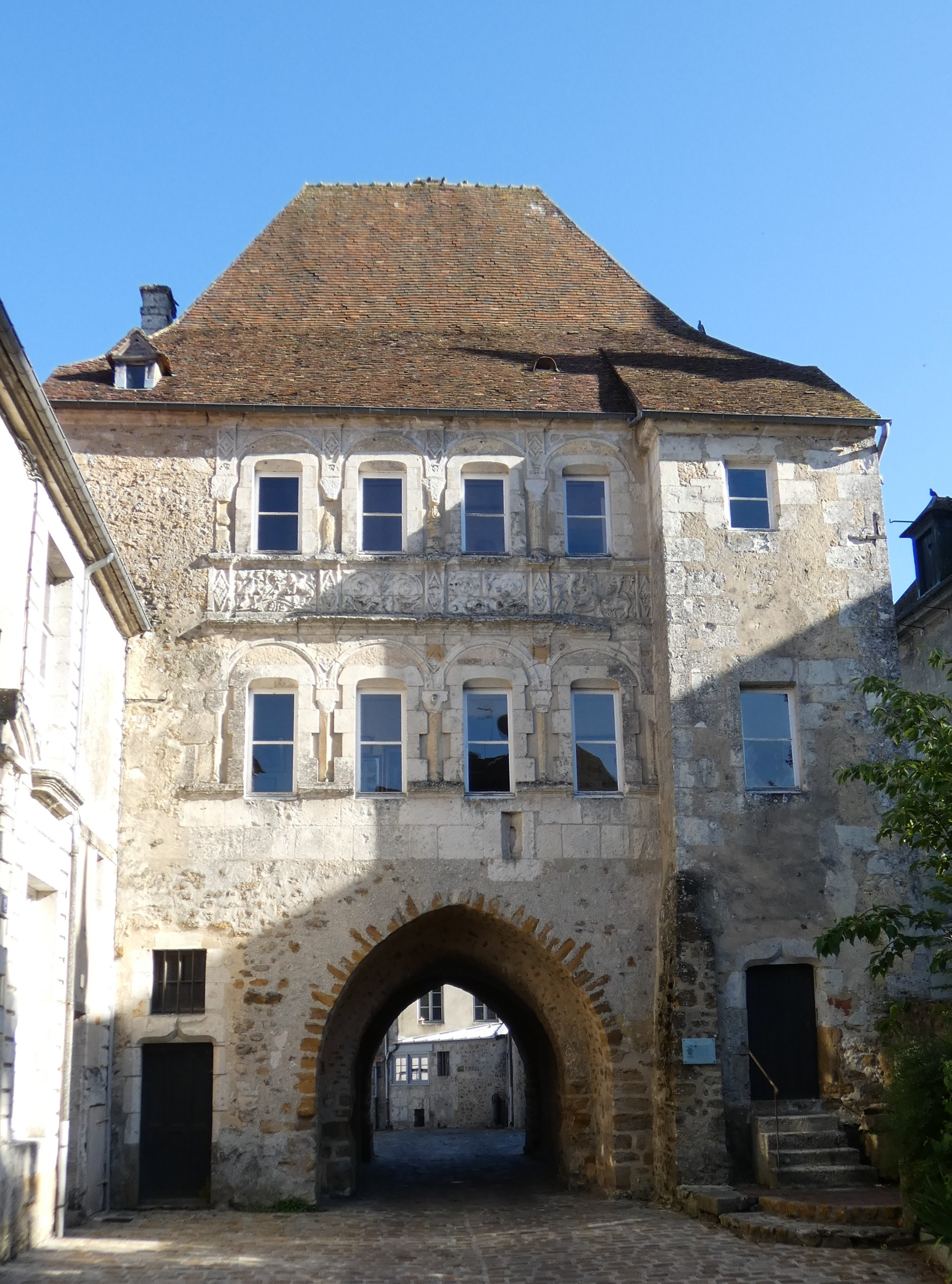
De Porte Saint-Denis was een van de drie poorten van Fort Toussaint

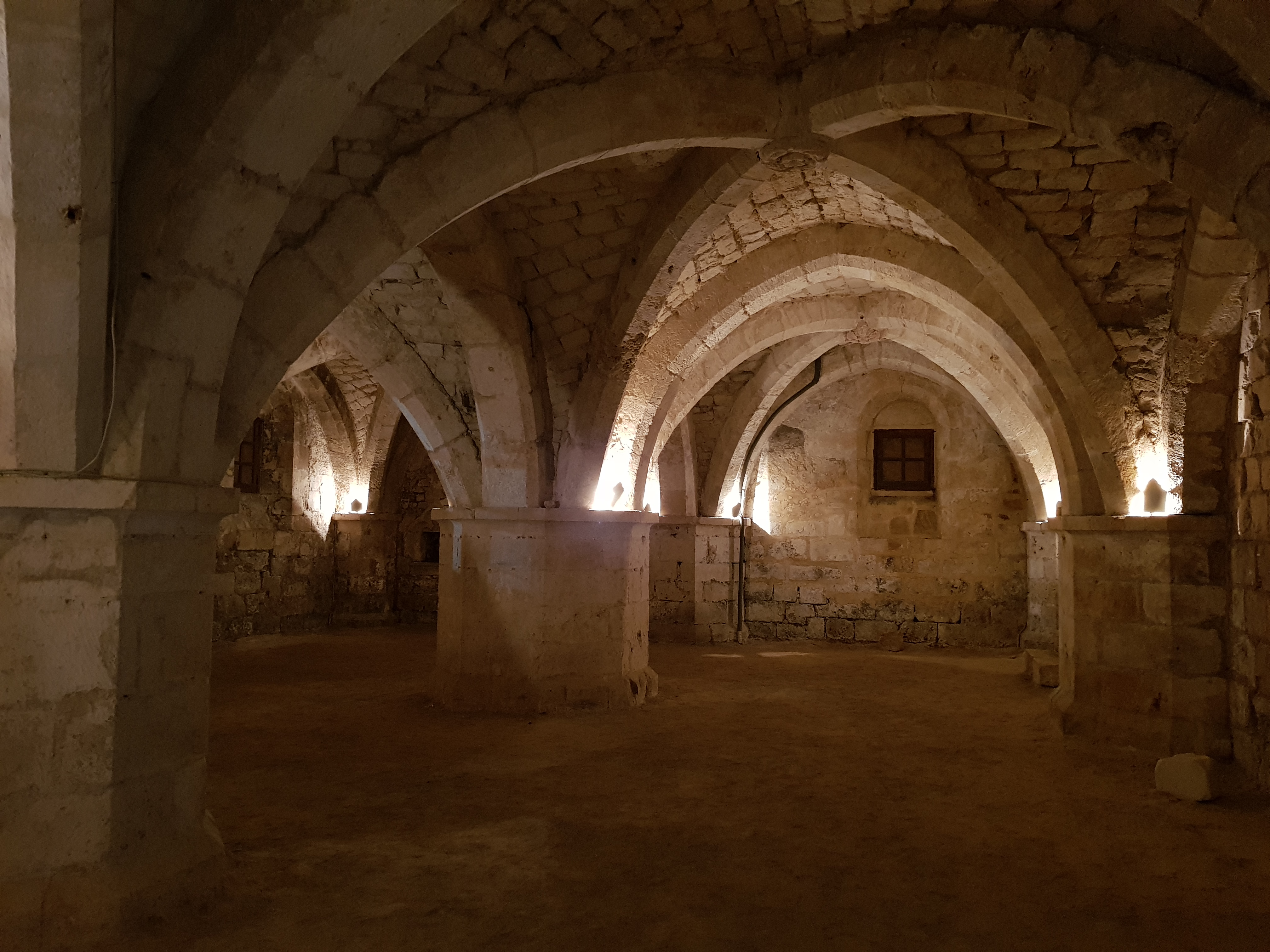
Crypte Saint-André, een restant van de kapittelkerk

Fort Toussaint (ook Fort de Toussaint) was een middeleeuwse burcht in de Franse stad Mortagne-au-Perche (Orne). De burcht werd afgebroken en maar enkele bouwelementen bleven bewaard.

## Geschiedenis
De burcht werd gebouwd in de 11e eeuw als residentie van de graven van Perche en kwam in de plaats van een eerdere, kleinere burcht. Ze lag op een heuvel en vormde het centrum van Mortagne-au-Perche. Fort Toussaint had de vorm van een uitgerekte vijfhoek, bezat drie poorten en verschillende torens. In 1203 liet Mahaut van Beieren, weduwe van graaf Geoffroy, een kapittelkerk bouwen binnen Fort Toussaint. De kerk, opgedragen aan Alle Heiligen, werd bediend door een kapittel van kanunniken. De burcht liep zware schade op tijdens de Honderdjarige Oorlog. In 1391 liet graaf Jan I van Alençon de schade aan de muren van Fort Toussaint herstellen en hij liet de stad buiten de burcht ook ommuren.
Aan het begin de 16e eeuw was het fort in onbruik geraakt en werd het verkocht aan particulieren. De muren, torens en twee van de drie poorten werden afgebroken. Na de Franse Revolutie werd ook de kapittelkerk afgebroken.

## Restanten
De vorm van het vroegere Fort Toussaint is nog moeilijk te herkennen in het stratenplan van Mortagne-au-Perche. Het strekte zich uit over een deel van de Place Notre-Dame, de Rue du Colonel Guerlin, Rue du Portail Saint-Denis, Place du Palais en delen van de straten Rue de Toussaint, Rue du Tribunal en Rue du Fort.
De Porte Saint-Denis was een van drie poorten van Fort Toussaint. De 13e-eeuwse poort gaf uit op het zuiden. In de 16e eeuw werd de poort omgevormd tot woonhuis en werden twee woonverdiepingen in renaissancestijl toegevoegd.
De kapittelkerk werd afgebroken in 1796. In de plaats kwam een gerechtsgebouw en werd het plein Place du Palais aangelegd. De crypte van de kerk bleef wel bewaard. De Crypte Saint-André ligt onder het gerechtsgebouw uit 1830 en bestaat uit 13e-eeuwse gotische gewelven (twee beuken en drie traveeën).
Delen van torens bleven bewaard in:
- het oude arresthuis (Maison d'Arrêt) dat in 1832 gebouwd werd en achteraan steunt op de fundering van een toren;
- het huis van de deken van Toussaint (Maison du Doyen de Toussaint) dat eind 16e eeuw werd gebouwd en steunt in het noorden op een ronde toren.

Het Maison des Comtes du Perche werd in de 17e eeuw gebouwd en verving het 12e-eeuwse kasteel binnen Fort Toussaint dat diende als residentie van de graven van Perche. De Église Notre-Dame werd vanaf het einde van de 15e eeuw gebouwd op de plaats van de vroegere kasteelkapel.

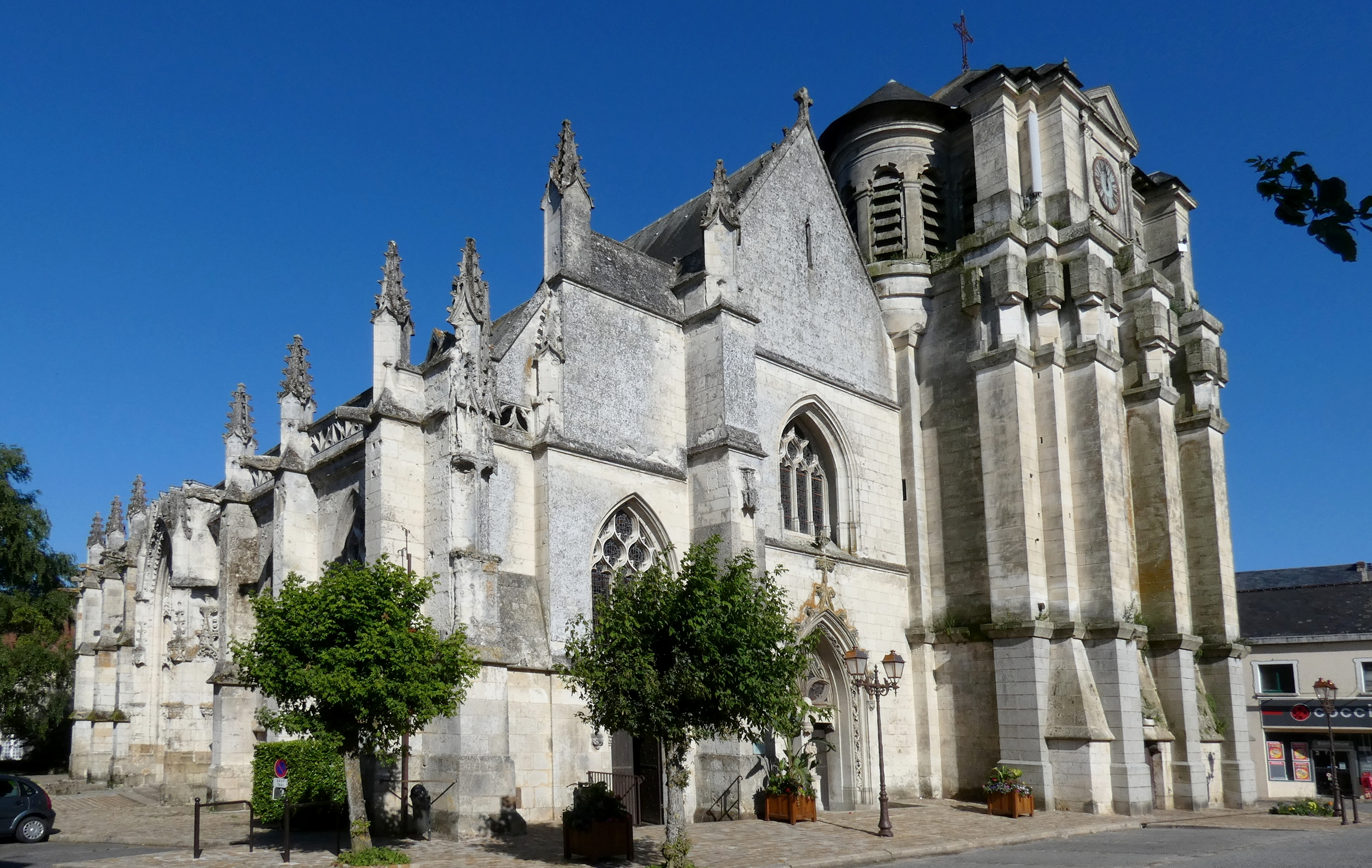
Église Notre-Dame
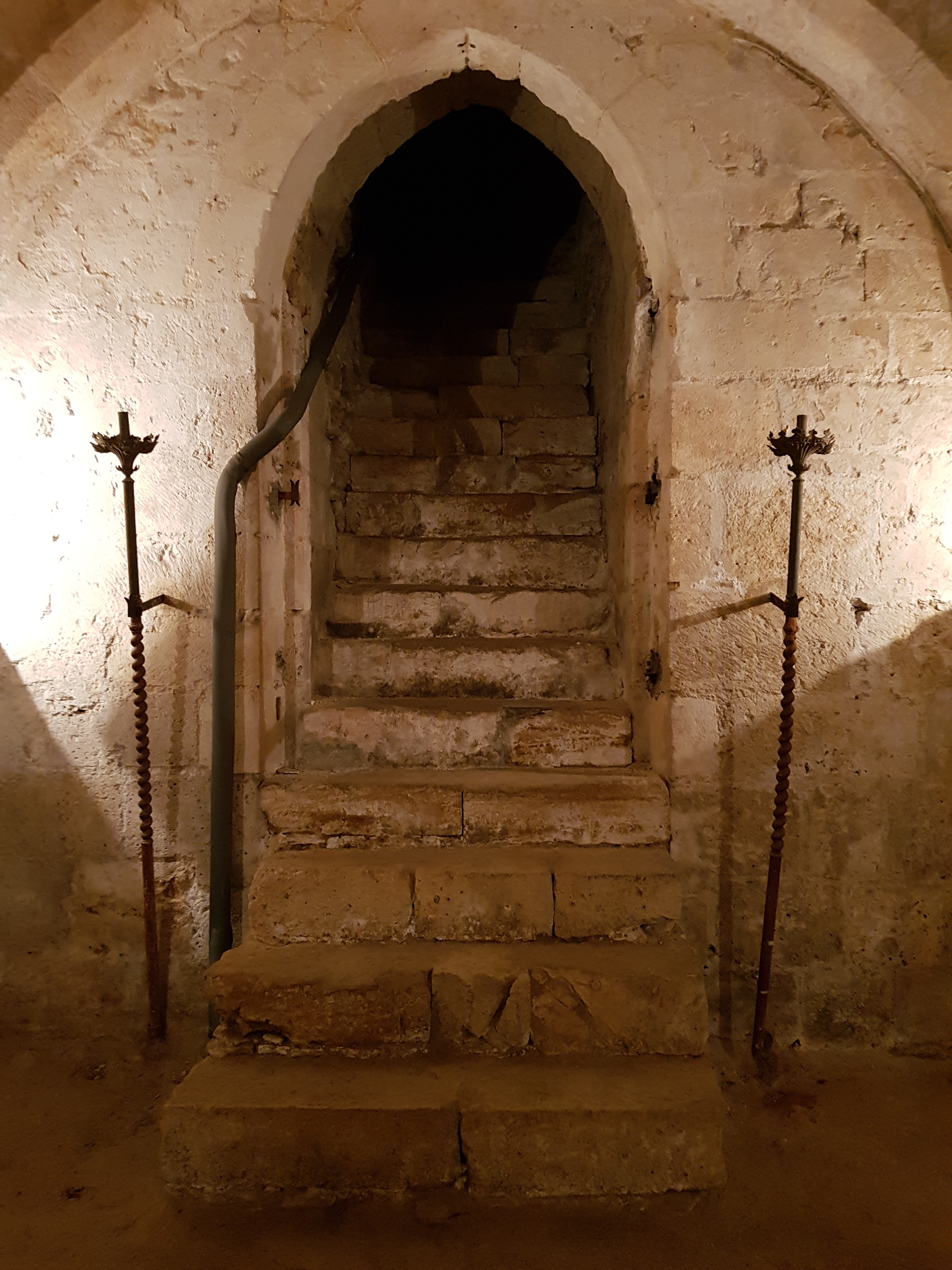
Trap naar de Crypte Saint-André
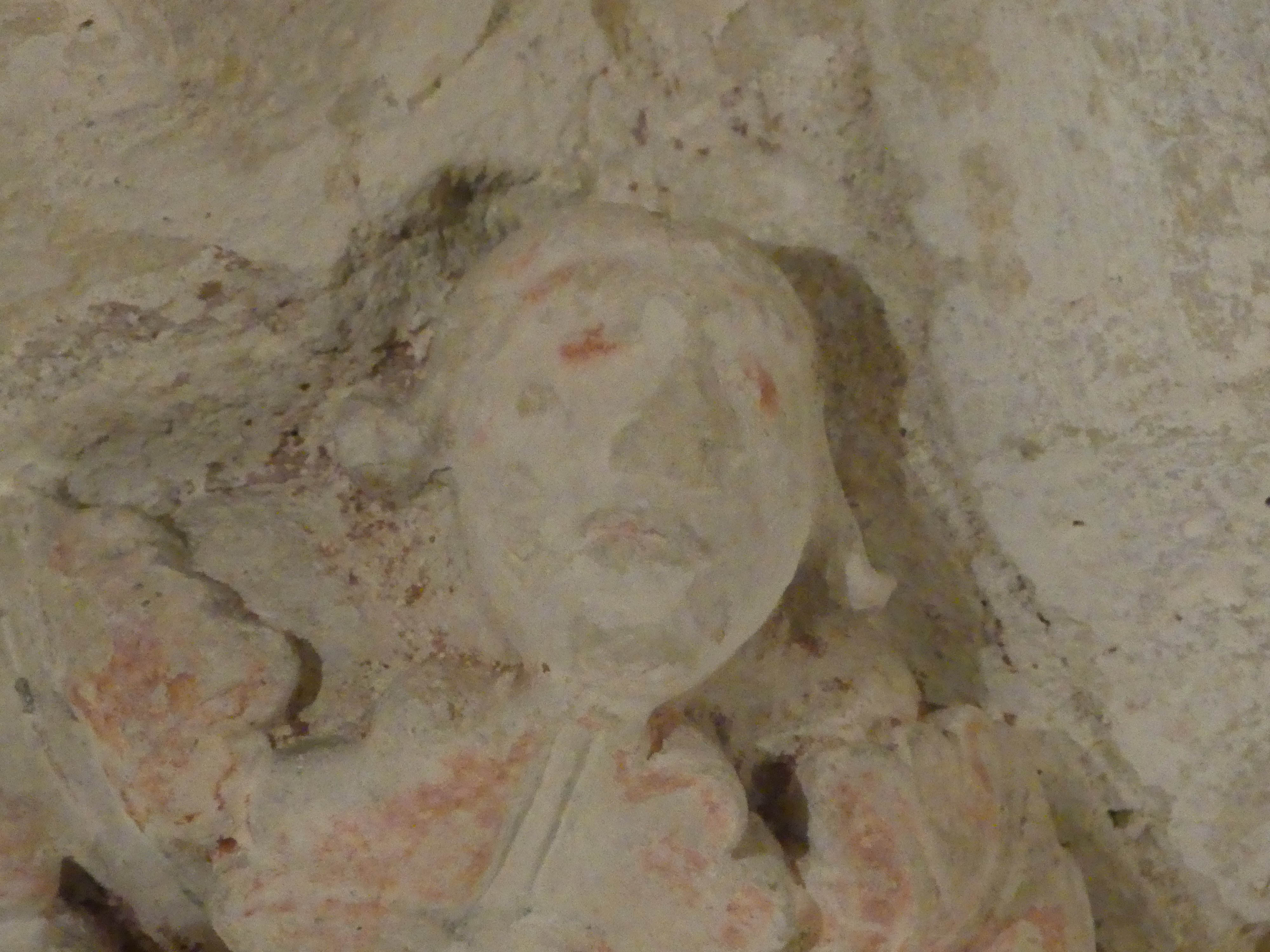
Een gebeeldhouwd hoofd, een bouwdetail in de Crypte Saint-André
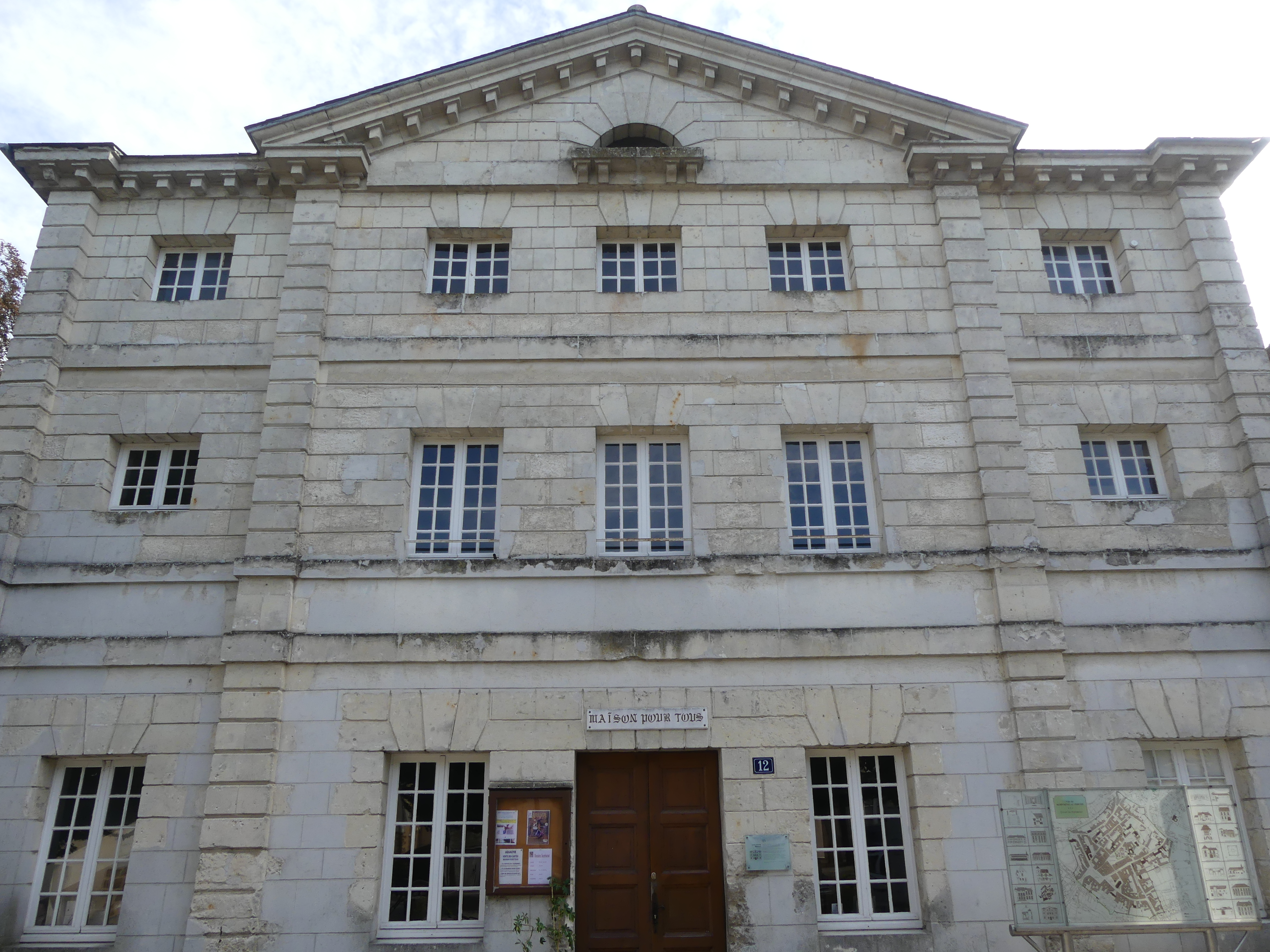
Het oude arresthuis steunt achteraan op een torenfundament van Fort Toussaint (niet op de foto)
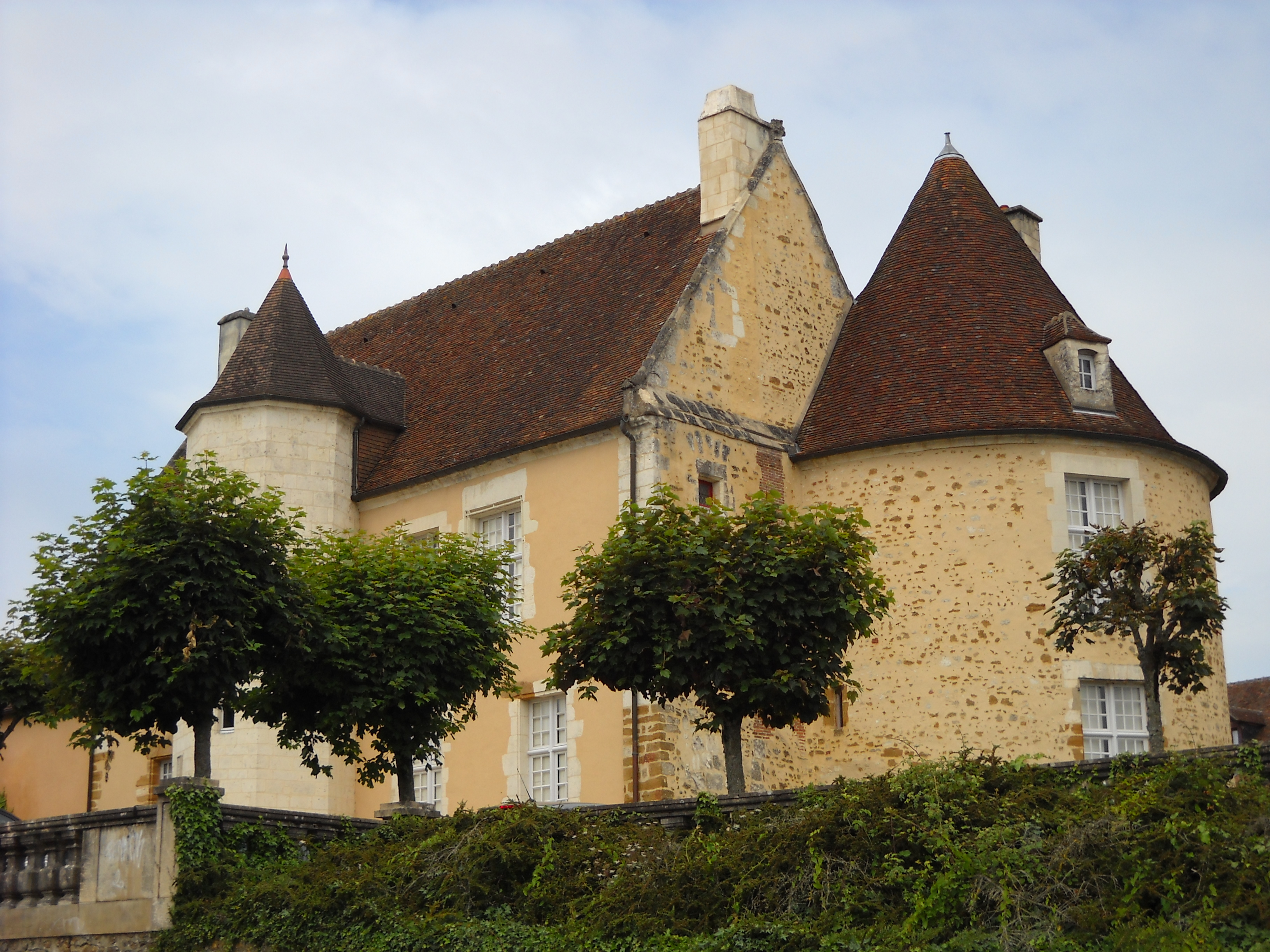
Het huis van de deken van Toussaint waarvan de lage toren rechts steunt op een torenfundament
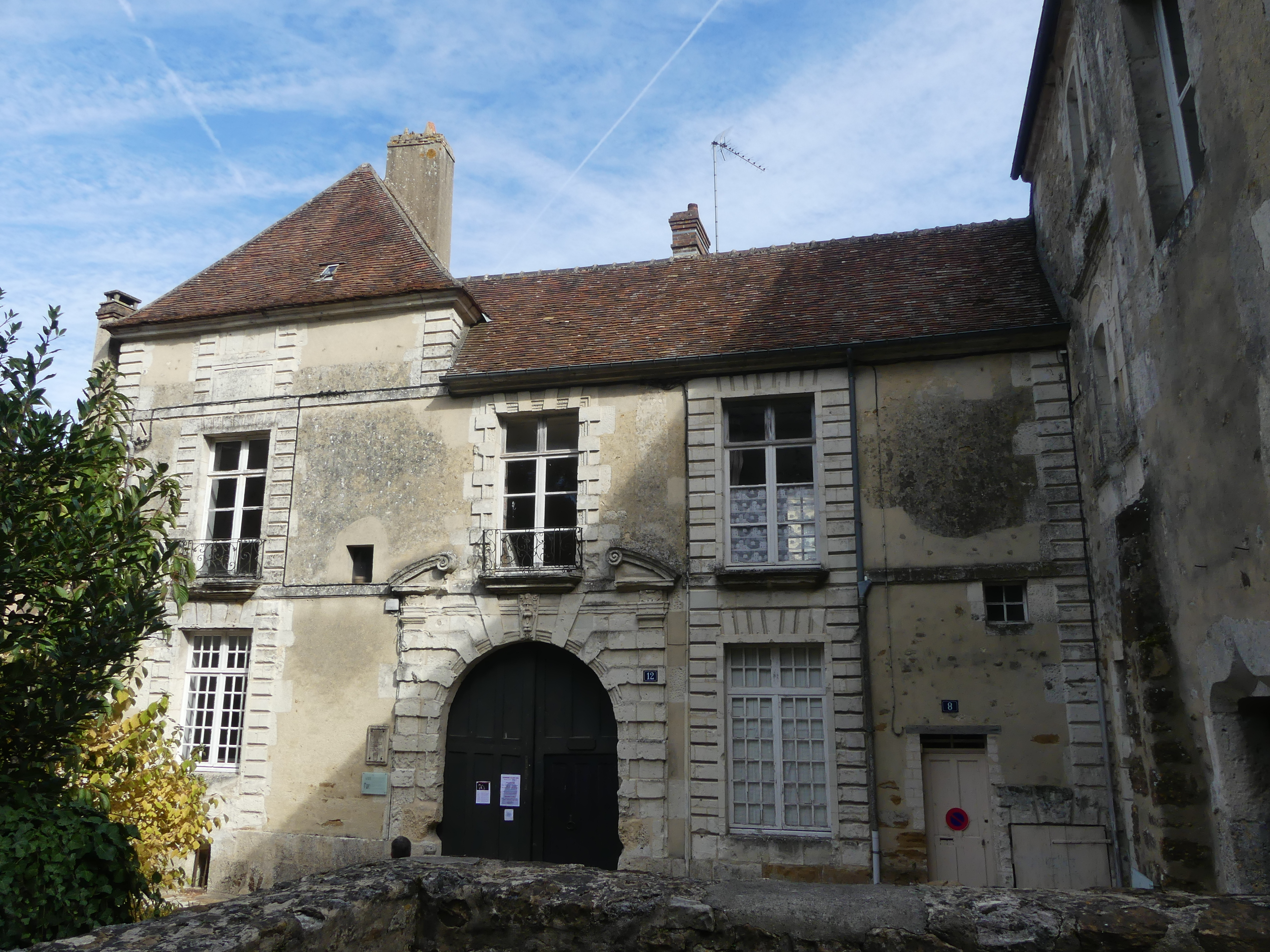
Maison des Comtes du Perche